# Студенческая библиотека Хельсинкского университета
Студенческая библиотека — одна из библиотек Хельсинкского университета, которая была объединена в 2012 году с новой библиотекой Хельсинкского университета и главной библиотекой в его центральном кампусе.
Студенческая библиотека была спроектирована так, чтобы обслуживать, в частности, студентов бакалавриата в центральном кампусе. Прежде всего, библиотека хранила учебную литературу, а кроме того, в ней были представлены обширные коллекции научной, а также художественной литературы.
В 2004 году печатный фонд библиотеки составил 340 000 томов.
Библиотека выписывала более двухсот периодических изданий.

## История
Студенческая библиотека изначально была библиотекой студенческого союза. Она была учреждена Общей студенческой библиотекой (швед. Allmänna Studentbibliotek) ещё в 1858 г., когда были объединены старые библиотеки факультетов университета. Общая студенческая библиотека первоначально функционировала в доме Пильфликта (текущий адрес: Халлитускату, 3) до и после 1870 года в Студенческом доме (ныне Старый студенческий дом, Маннергеймнтие, 3).
В 1892 г. библиотеке было передано собственное здание и переименовано (до 1974 г.) в Библиотеку студенческого союза (швед. Studentkårens bibliotek) .
Многолетним директором библиотеки, с 1942 по 1969 год, был консультант библиотеки Каарло Лаусти.
В 1974 году студенческий союз передал библиотеку государству, а с 1974 по 1996 год библиотека административно принадлежала библиотеке Хельсинкского университета (ныне Национальная библиотека Финляндии). Однако в 1997 году Студенческая библиотека была выделена из библиотеки Хельсинкского университета в отдельное учреждение в рамках Консистории университета.
В 1996 году библиотека переехала из Domus Academema в бывший универмаг Pukeva на Вуорикату. Учебный центр Александрии, расположенный в новом здании, построенном во дворе квартала, был открыт в 2003 году.
В 2009 году Студенческая библиотека переехала на Фабианинкату, 32.
В 2010 г. на месте бывшего помещения Студенческой библиотеки было построено новое здание Центральной библиотеки кампуса Библиотеки Хельсинкского университета. Это здание, получившее название «Дом Кайса», открылось для посещения осенью 2012 года. Коллекции и услуги студенческой библиотеки интегрированы в центральную библиотеку кампуса.

## Примечание
1. ↑  Kaisa Sinikara: Johtaja kampanjoi uuden kirjastorakennuksen. Kirjastoneuvos Kaalo Lausti. Архивная копия от 21 марта 2019 на Wayback Machine HS 13.6.2002. (Tilaajille)